# Jogging
Jogging je druh nezávodního běhu pro zdraví nebo kondičního běhu. Název původně v angličtině znamenal speciální průpravné běžecké cvičení. Provádí se formou klusu nebo běhu na delší vzdálenosti v pomalém nebo klidném tempu; má charakter aerobního vytrvalostního tréninku. Hlavním účelem je zvýšení fyzické kondice s menším zatížením těla než při rychlejším běhu, ale více než při chůzi.

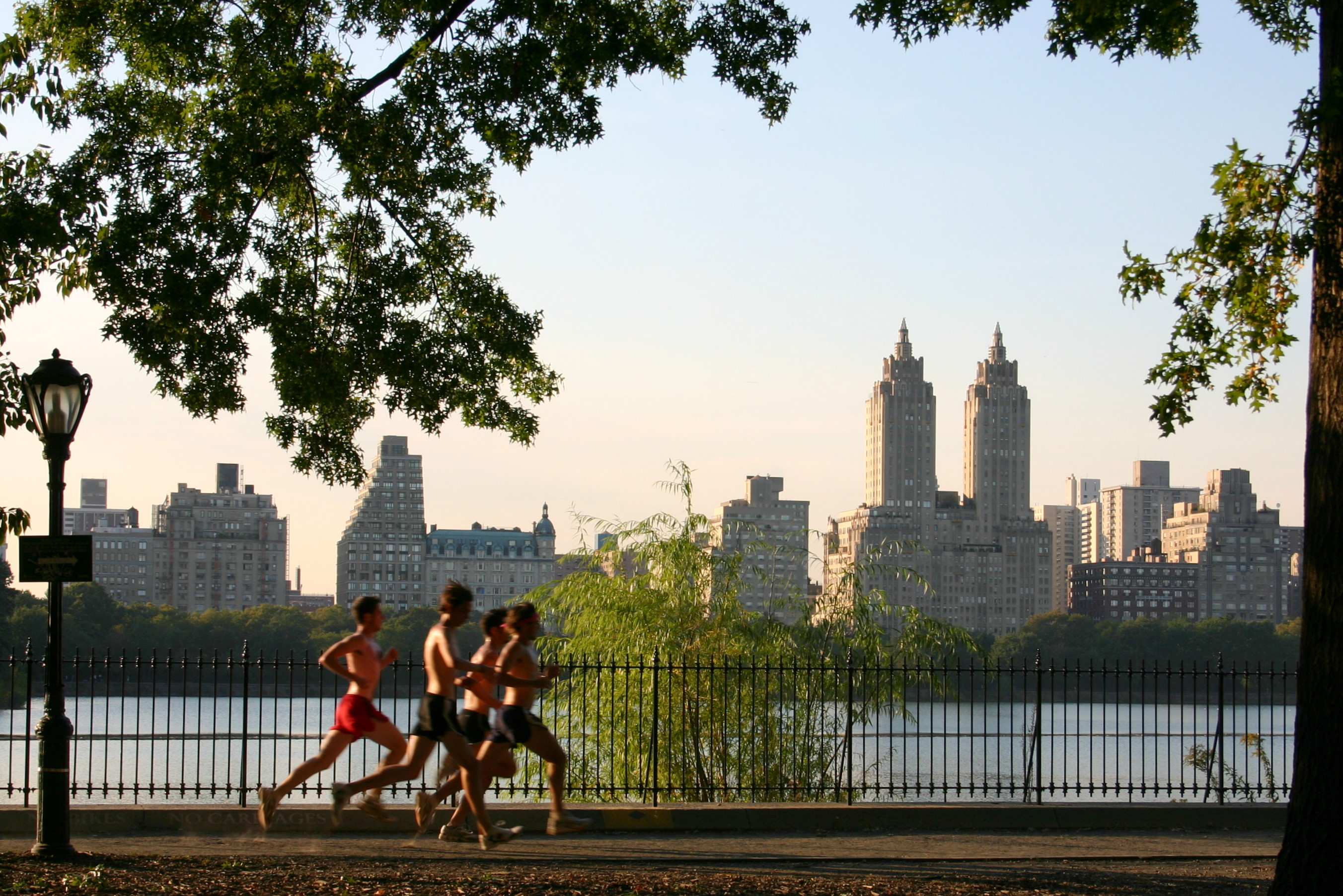
Jogging v Central Park (New York, USA)

## Význam slova
Anglické sloveso „to jog“ znamená „postrčit, pošťouchnout“. Přesný překlad výrazu jogging ze současné angličtiny v tomto smyslu znamená „volný běh s občasným střídáním v chůzi“. Tento mírný poklus přechází místy v rychlou chůzi, tzv. walking. Ve dvojici lze při joggingu i rozmlouvat, nejčastěji za účelem rekreace nebo hubnutí.
Vedle toho je používán výraz „mozkový jogging“ ve smyslu „trénování paměti“. Některé automatické pračky nabízejí program „jogging“ – tedy „jemné postrkování“ za účelem „rychlého přeprání menšího množství prádla“. Výraz „Aqua-jogging“ je používán pro určitou figuru v akva-aerobiku (cvičení prováděné ve vodě) a známé jsou také „dětské sportovní kočárky pro jogging“.
Nejrozšířenější význam pro jogging v češtině je tedy pomalý běh či klus, který nepřesáhne 20 až 30 minut. Rychlost se pohybuje mezi 6 až 10 km/h. Zatímco běh je někdy definován jako pohyb vyžadující okamžik bez kontaktu se zemí, při joggingu se často kontakt se zemí udržuje.

## Fyziologický význam
Mnozí volí jogging jako vyvážení sedavého, městského způsobu života. Z fyziologického hlediska je však otázkou, zda jogging přináší očekávané klady. Pomine-li se dýchání městských exhalací, problém spočívá i v běhu po tvrdém povrchu, kdy opakované dopady příliš zatěžují kolenní chrupavky a svaly, které bývají ve svalové dysbalanci nevedou končetiny po správné kineziologické dráze.
Při joggingu je tedy více než jindy důležitá trojflekční linearita (kyčel–koleno–hlezno) odpichové končetiny (chodidlo, holeň a stehno v jednom směru). Koleno se má ohýbat nad středem prstcového vějíře nohy.
Lidé také často volí běh pro zeštíhlení zadní části těla. Hýžďové svaly se však při běhu neangažují do té míry, aby zeštíhlily pozadí selektivně, zejména je-li současně zkrácen hluboký ohybač kyčle (m. iliopsoas). Proto např. střídání protahovacích a posilovacích cviků na gluteální svaly, zadní svaly stehen (hamstringy) a protahování bedrokyčelního svalu, působí na zeštíhlení efektivněji.
Joggingu nelze upřít význam pro zvýšení kardiopulmonální činnosti, zlepšení oběhové soustavy, psychické pohody, imunitní a celkové tenacity organismu. Pro zeštíhlení však působí lépe např. plavání, svižná chůze s hůlkami (nordic walking) a úprava stravování.
Jogging lze také použít k zahřátí nebo ochlazování běžce před nebo po tréninku nebo závodu. Je často používán závodními běžci jako prostředek aktivní regenerace během intervalového tréninku. Například běžec, který absolvuje rychlé kolo 400 m v tempu rychlejším 1 km za 3 minuty, může zvolnit na tempo 1 km za 5 minut pro zotavovací kolo.

## Jogging v chladném počasí
Pro běhání v chladném počasí se musí člověk vhodně obléci. Ideální je využít funkčních kousků ve více vrstvách a obléci se, jako by bylo venku o 10 stupňů více. Důležitou částí jsou rukavice, čepice a pokud běžec běží ve večerních hodinách, je vhodné využít reflexních prvků a čelovky.
Běžci by v zimě měli dýchat převážně nosem, aby zvýšili teplotu vdechovaného vzduchu do plic a předešli nachlazení. Není doporučeno běhat v teplotách nižších než −20 °C.